# Metius (kráter)

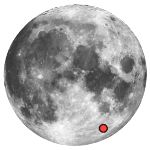
Poloha kráteru

Metius je měsíční impaktní kráter nacházející se na jihovýchodní straně přivrácené strany Měsíce. Na jihozápadě je val spojený s kráterem Fabricius. Směrem na západ až severozápad je těžce zerodovaný kráter Brenner. Dále na severovýchod je kráter Rheita a dlouhé údolí Vallis Rheita.
Okraj Metius nevyčnívá výrazně do okolí a má nízký val. Několik malých kráterů narušilo vnější stěnu, ale obecně má vyhlazený vzhled, který je téměř bez teras. Dno je relativně ploché s nízkými středními vrcholy. Nejvýznamnějším kráterem na dně je kráter Metius B (14 km), který se nachází poblíž severovýchodního okraje.